# Ellen Bergman (sångpedagog)
Eleonora (Ellen) Magdalena Bergman, född 5 januari 1842 i Strängnäs, död 5 december 1921 i Engelbrekts församling, Stockholm, var en svensk sångpedagog och kvinnosaksförespråkare. 

## Musikalisk karriär
Bergman var dotter till prosten Axel Bergman och Mathilda Scholander samt syster till Alfhild von Bahr och vidare moster till Gertrud af Klintberg. Hon studerade cello, orgel, harmonilära och solosång vid Stockholms musikkonservatorium 1864–1869 och avlade organistexamen 1867 samt examen vid Musikaliska Akademien 1870. Hon var lärare i sång vid Högre lärarinneseminariet och Statens normalskola för flickor  1868–1898, lärare i elementarsång vid konservatoriet 1870 och i solosång 1873–1899 samt biträdande föreståndare och lärare i solo- och körsång vid Isis Conservatory i Point Loma i USA 1900–1906. Vid musikkonservatoriet var hon särskilt uppmärksammad för sin undervisning i skolsångsmetodik. Hon invaldes som ledamot nr 455 av Kungliga Musikaliska Akademien den 28 september 1876 och belönades med Illis quorum 1899.
Bland hennes sångelever fanns bland andra Sven Scholander, Selma Ek och Dagmar Möller.

## Ellen Bergman och Svenska Federationen

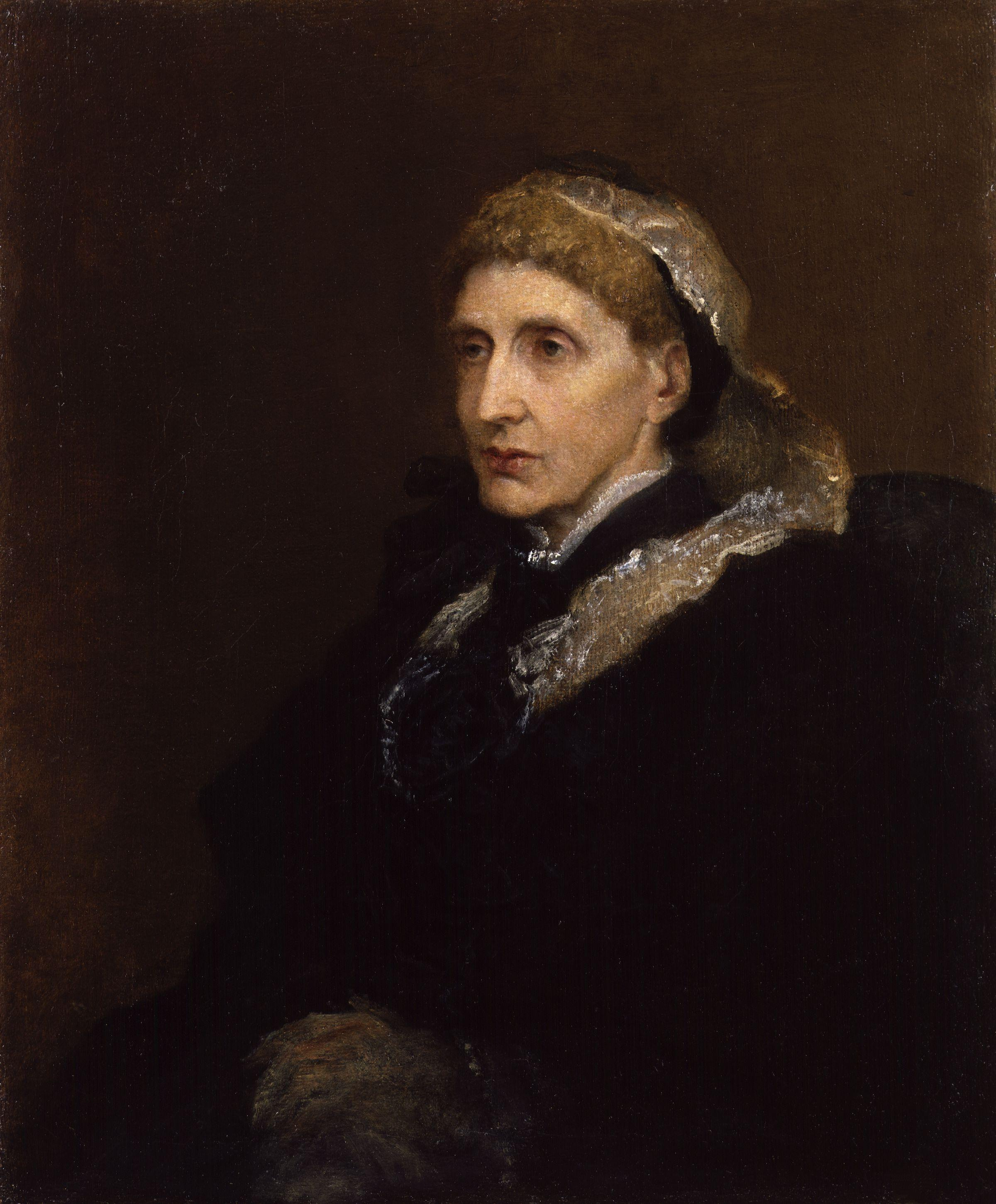
Josephine Elizabeth Butler, George Frederic Watts, 1894

August Strindberg kallade i ett brev 1884 Bergman för "den djefla maran Ellen Bergman". Orsaken var Bergmans kvinnoemancipatoriska åsikter. Bergman var under första hälften av 1880-talet medlem i den svenska avdelningen av Federationen, en internationell organisation som kämpade mot regleringen av prostitutionen. Historikern Yvonne Svanström menar att Bergman var en mycket radikal kvinna för sin tid. Federationen var en underavdelning till "British, Continental and General Federation" som slogs samman med den av Josephine Butler 1868 grundade "Ladies' National Association". Ellen Bergman var aktiv skribent och talare under Federationens första år, men lämnade den 1885. I Fredrika Bremer-tidningen Dagny nr 2 1912, beskrevs hon som "en varm kvinnosaksvän".